# Bidessus udus
Bidessus udus är en skalbaggsart som beskrevs av Olof Biström 1985. Bidessus udus ingår i släktet Bidessus och familjen dykare. Inga underarter finns listade i Catalogue of Life.